# Moustapha Bayal Sall
Moustapha Bayal Sall (ur. 30 listopada 1985 w Dakarze) – piłkarz senegalski grający na pozycji defensywnego pomocnika lub środkowego obrońcy.

## Kariera klubowa
Sall jest wychowankiem klubu US Gorée wywodzącego się z Dakaru. W 2003 roku zadebiutował w jego barwach w pierwszej lidze. W sezonie 2004/2005 występował w innym stołecznym klubie, AS Douanes, z którym zdobył Puchar Senegalu. Rundę jesienną sezonu 2005/2006 spędził w US Gorée.
W marcu 2006 roku Sall podpisał kontrakt z norweskim zespołem IK Start. Nie rozegrał dla tego klubu żadnego spotkania, a 3 miesiące później został zawodnikiem francuskiego AS Saint-Étienne. Start skierował sprawę do FIFA i 3 grudnia 2007 Sall został ukarany 4-miesięcznym zawieszeniem począwszy od lipca 2008, a francuski klub musiał wpłacić 150 tysięcy dolarów na konto Startu. W Ligue 1 Sall zadebiutował 14 października 2006 przegranym 1:2 wyjazdowym spotkaniu z Olympique Lyon. W sezonie 2006/2007 zaliczył dla ASSE 4 mecze. W sezonie 2007/2008 miał pewne miejsce w wyjściowej jedenastce swojego klubu, występując na pozycji środkowego obrońcy. Od 2009 roku był graczem Saint-Étienne, zaś w styczniu 2012 roku przeniósł się do AS Nancy.
| Sezon   | Klub               | Kraj     | Rozgrywki   | Mecze | Bramki | Rozgrywki Europy | Mecze | Bramki |
| ------- | ------------------ | -------- | ----------- | ----- | ------ | ---------------- | ----- | ------ |
| 2003/04 | US Gorée           | Senegal  | National    | ?     | ?      | -                | -     | -      |
| 2004/05 | AS Douanes         | Senegal  | National    | ?     | ?      | -                | -     | -      |
| 2005/06 | US Gorée           | Senegal  | National    | ?     | ?      | -                | -     | -      |
| 2006    | IK Start           | Norwegia | Tippeligaen | 0     | 0      | -                | -     | -      |
| 2006/07 | AS Saint-Étienne B | Francja  | CFA         | 13    | 1      | -                | -     | -      |
| 2006/07 | AS Saint-Étienne   | Francja  | Ligue 1     | 4     | 0      | -                | -     | -      |
| 2007/08 | AS Saint-Étienne   | Francja  | Ligue 1     | 31    | 0      | -                | -     | -      |
| 2008/09 | AS Saint-Étienne   | Francja  | Ligue 1     | 19    | 2      | -                | -     | -      |
| 2009/10 | AS Saint-Étienne   | Francja  | Ligue 1     | 9     | 0      | -                | -     | -      |
| 2010/11 | AS Saint-Étienne   | Francja  | Ligue 1     | 19    | 0      | -                | -     | -      |
| 2011/12 | AS Saint-Étienne   | Francja  | Ligue 1     | 0     | 0      | -                | -     | -      |
| 2011/12 | AS Nancy (wyp.)    | Francja  | Ligue 1     | 2     | 0      | -                | -     | -      |
| 2012/13 | AS Saint-Étienne   | Francja  | Ligue 1     | 23    | 0      | -                | -     | -      |
| 2013/14 | AS Saint-Étienne   | Francja  | Ligue 1     | 32    | 1      | Liga Europy UEFA | 3     | 0      |
| 2014/15 | AS Saint-Étienne   | Francja  | Ligue 1     | 16    | 1      | Liga Europy UEFA | 7     | 1      |

Stan na: 10 grudzień 2014 r.

## Kariera reprezentacyjna
W reprezentacji Senegalu Sall zadebiutował w 2006 roku. W 2008 roku został powołany przez Henryka Kasperczaka do kadry na Puchar Narodów Afryki 2008.